# Огнецветка пилоусая
Огнецветка пилоусая (лат. Pyrochroa serraticornis) — вид жуков семейства огнецветок.

## Описание
Жук длиной 10—14 мм. Верх (голова и снизу) кроваво-красные. Нижняя часть тела чёрного цвета. Виски по направлению назад расширены.

## Местообитание
Населяет лесостепи.

## Подвиды
- Pyrochroa serraticornis kiesenwetteri Fairmaire, 1849
- Pyrochroa serraticornis serraticornis (Scopoli, 1763)